# Седлачкова, Йиржина
Йиржина Седлачкова (чеш. Jiřina Sedláčková; 14 мая 1914, Пршеставлки-у-Черчан, Австро-Венгрия (ныне район Бенешов, Среднечешского края Чешской Республики) — 12 апреля 2002, Прага-восток) — чешская и чехословацкая актриса

, певица

, модель.

## Биография
Начала  карьеру в качестве модели в известных модных салонах. Вскоре, благодаря женским журналам мод, стала известна.
На неё обратил внимание режиссёр Карел Ламач и взял её на роль Хеленки в комедии «Ducháček to zařídí» (1938) В титрах  упомянута под фамилией первого мужа - Стерна.
Первый брак закончился разводом. Во время Второй мировой войны вышла замуж за владельца отеля «Esplanade» Ярослава Брандейса. Оставила актёрскую деятельность и посвятила себя семье, у нее было две дочери.

## Творчество
С 1938 года снималась в кино.
За два года сыграла в двенадцати фильмах, выступала в ролях разных типов молодых и эмансипированных девушек, похожих на Хелену, в фильмах «Ideál septimy», «Umlčené rty», «Svět, kde se žebrá», «Manželka něco tuší nebo Slečna matinka»
В 1939 году Йиржину Седлачкову сыграла пять крупных ролей и ролей второго плана — модистка Вондракова в фильме «Tulák Macoun», флористку Текла Едличкова в комедии «Девушка из пригорода» и Фиби в фильме «Белая яхта из Сплита».
Успех на экранах страны привёл ее к идее начать театральную деятельность. Сначала она выступала в труппе Национального театра в Праге, затем играла с Олдржихом Новым в Новом театре, Современном театре и др. Пела на сценах Чехословакии.

## Фильмография
- 1938 — Ducháček to zařídí
- 1938 — Svět, kde se žebrá
- 1938 — Bílá jachta ve Splitu
- 1938 — Slečna matinka
- 1938 — Ideál septimy
- 1938 — Manželka něco tuší
- 1938 — Svět, kde se žebrá
- 1939 — Eva tropí hlouposti
- 1939 — Děvče z předměstí anebo Včecko příjde najevo
- 1939 — Ženy u benzinu
- 1939 — Umlčené rty
- 1939 — Tulák Macoun
- 1942 — Valentin Dobrotivý